# Euceratherium collinum
El euceraterio (Euceratherium collinum) es la única especie conocida del género extinto Euceratherium de mamífero artiodáctilo de la familia de los bóvidos que vivió durante el Pleistoceno en América del Norte.

## Descripción
El euceraterio fue uno de los primeros bóvidos en ingresar a América del Norte. Apareció en el continente durante el Pleistoceno temprano, mucho antes de que llegara el primer bisonte de Eurasia, y se extinguió hace unos 11 500 años. Se conocen restos de euroceraterio  del Pleistoceno tardío a partir de hallazgos fósiles que se extienden desde el norte de California hasta el centro de México. En el este se distribuyeron al menos en Illinois.
El euceraterio era un bóvido grande, con una tamaño entre los actuales bisonte americano (Bison bison) y un buey almizclero (Ovibos moschatus). Se estima que tenía una masa corporal de 607.50 kg.[cita requerida] En base a restos de estiércol conservados, se ha establecido que eran buscadores con una dieta de árboles y arbustos.
Se ha propuesto que sea sinónimo de Bootherium, aunque esto es incierto.